# Giuvaierul Nilului
Giuvaierul Nilului (în engleză The Jewel of the Nile) este un film de acțiune, aventură, dragoste și comedie, din 1985, regizat de Lewis Teague. Rolurile principale au fost interpretate de actorii Michael Douglas, Kathleen Turner și Danny DeVito, care au reprimit rolurile din Idilă pentru o piatră prețioasă.

## Distribuție
- Michael Douglas - Jack Colton
- Kathleen Turner - Joan Wilder Colton
- Danny DeVito - Ralph
- Spiros Focás - Omar Khalifa
- Avner Eisenberg - Al-Julhara
- Hamid Fillali - Rachid
- Daniel Peacock - Rock Promoter
- Holland Taylor - Gloria Horne
- Guy Cuevas - Le Vasseur
- Peter DePalma - Missionary (ca Peter De Palma)
- Mark Daly Richards - Pirate
- The Flying Karamazov Brothers

- Paul David Magid - Tarak
- Howard Jay Patterson - Barak
- Randall Edwin Nelson - Karak
- Samuel Ross Williams - Arak
- Timothy Daniel Furst - Sarak

## Filme asemănătoare
- Idilă pentru o piatră prețioasă (Romancing the Stone, 1984)
- Orașul pierdut (The Lost City, 2022)
- Orașul pierdut Z (The Lost City of Z, 2016)
- Paznicul muntelui de aur (1986)